# 黎渊
黎渊（1879年—1935年），字伯颜，贵州遵义人。清朝及中华民国官员、法学家。

## 生平
早年，他在苏州中西书室普通学就读一年。光绪二十七年（1901年），他获四川总督派归四川官费，保送入日本中央大学法律科。光绪三十年（1904年）6月，他毕业并取得优等文凭。此后，他继续在该大学高等研究科就读，专研行政法、刑法、刑事诉讼等科。光绪三十一年（1905年）8月，他毕业获法学士学位。同年9月，他奉召回国。归国后，他获赏举人，任直隶总督署文案（直隶总督兼北洋大臣袁世凯的幕僚）。后他奉旨筹办北洋法政专门学堂，并于1906年被袁世凯任命为北洋法政专门学堂首任监督（此后该校先后更名为北洋法政学堂、北洋法政专门学校，他仍任监督）。他还曾任直隶全省自治筹备局参事、天津习艺所参议、天津审判厅创设委员、法律馆参议官、资政院秘书。
中华民国成立后，他历任北京政府大总统府秘书、京师法政专门学校宪法教习、政治会议议员、约法会议议员、参政院参政。他获授中大夫、四等嘉禾章。他还曾任北京政府国务院法制局参事。1915年袁世凯称帝，黎渊反对，并离开了大总统府。1916年春，他曾被袁世凯的儿子袁克定接到袁克定当时居住的团城，询问应对当时局面的转圜之策。袁世凯死后，他离开政界，在北京闲居。
1923年，北洋法政专门学校举行18周年校庆活动，黎渊应校长李秀夫的邀请回校观礼。黎渊遂作诗一首，内有“门前桃李见孙枝”一句，并注云“门人白兴亚、李季常、夏敬民诸人皆有声于时，门下受业者甚多，故云”。内中的李季常即为李大钊。
1935年，黎渊在北平逝世，享年55岁。

## 家庭
- 祖父：黎庶焘，举人，是黎庶昌的大哥
- 父亲：黎尹融，进士
- 弟弟：黎迈，字仲苏